# Amblyodipsas concolor
Amblyodipsas concolor är en art av ormar i släktet Amblyodipsas, som tillhör familjen stilettormar.

## Kännetecken
Ormen har ett litet huvud, släta fjäll utan spetsiga gropar och små ögon med runda pupiller. Kroppen är glansig med lila eller svartaktiga färger. Längden är 37 till 75 centimeter, honan blir längst. Arten är svår att skilja från Amblyodipsas polylepis, och korrekt artbestämning kan nästan bara göras om ormen hålls i handen. 
Arten är giftig, men mycket litet är känt om dess gift och det är inte klarlagt om det är dödligt för människor. Ormen är dock inte särskilt aggressiv och biter inte ofta. Man känner inte till något effektivt motgift.

## Utbredning
Denna art finns i Sydafrika, från östra Transvaal och söder ut till Durban, samt i Swaziland.

## Levnadssätt
Arten har ett grävande levnadssätt, är nattaktiv och dess fortplantning är förmodligen ovovivipar.

### Tryckt litteratur
- Field guide to snakes and other reptiles of southern Africa (s.65)
- A Photographic Guide to Snakes and Other Reptiles of Southern Africa (s.38)